# Сарапки
Сарапки — деревня в Крапивинском районе Кемеровской области. Входит в состав Шевелёвского сельского поселения.

## География
Село расположено на реке Уньга. Центральная часть населённого пункта расположена на высоте 122 метров над уровнем моря.

## Население
По данным Всероссийской переписи населения 2010 года, в деревне Сарапки проживает 257 человек (135 мужчин, 122 женщины).

## Транспорт
Общественный транспорт г. Кемерово представлен автобусным маршрутом:
- №115: д/п Вокзал — д. Сарапки
- №191: д/п Центральный — с/о Сарапки